# Mecistogaster linearis
Mecistogaster linearis – gatunek ważki z rodziny łątkowatych (Coenagrionidae). Występuje na terenie Ameryki Centralnej i Południowej – od Kostaryki po południową Brazylię.